# Vol Adam Air 574
Le 1er janvier 2007, le vol Adam Air 574, un vol intérieur régulier assuré par un Boeing 737-400 de la compagnie aérienne indonésienne Adam Air, qui reliait l'aéroport international de Surabaya, dans l'est de l'île de Java, à l'aéroport international Sam Ratulangi de Manado, dans la province de Sulawesi du Nord, s'est écrasé en mer, aux environs du kabupaten (département) de Polewali Mandar, alors qu'il faisait route vers Manado. Les 96 passagers (85 adultes, 7 enfants et 4 nourrissons) et 6 membres d'équipage ont tous été tuées, ce qui en fait l'accident aérien le plus meurtrier impliquant un Boeing 737-400.
Le rapport final, publié le 25 mars 2008, a conclu que les pilotes ont perdu le contrôle de l'avion après avoir tenté de dépanner le système de navigation inertielle (IRS) et avoir déconnecté par inadvertance le pilote automatique. Malgré une série de graves incidents, qui ont contribué à la fermeture d'Adam Air en 2008, il s'agit du seul accident mortel survenu au cours des cinq années d'existence de la compagnie aérienne.
Avec l'accident du vol Adam Air 172 (en) qui a suivi et plusieurs autres accidents similaire, cela a contribué à la dégradation par les États-Unis du bilan de sécurité de l'aviation indonésienne. Cela a finalement conduit à des réformes à grande échelle de la sécurité des transports en Indonésie. Toutes les compagnies aériennes indonésiennes ont été interdites de vols vers l'Union européenne pendant plusieurs années après l'accident du vol 574. Après que de nombreux avertissements des autorités adressés à Adam Air pour qu'elle mette en œuvre les règles de sécurité soient restés lettre morte, la compagnie aérienne a été interdite de vol par le gouvernement indonésien en mars 2008 et a déclaré faillite en juin de la même année.

## L'avion

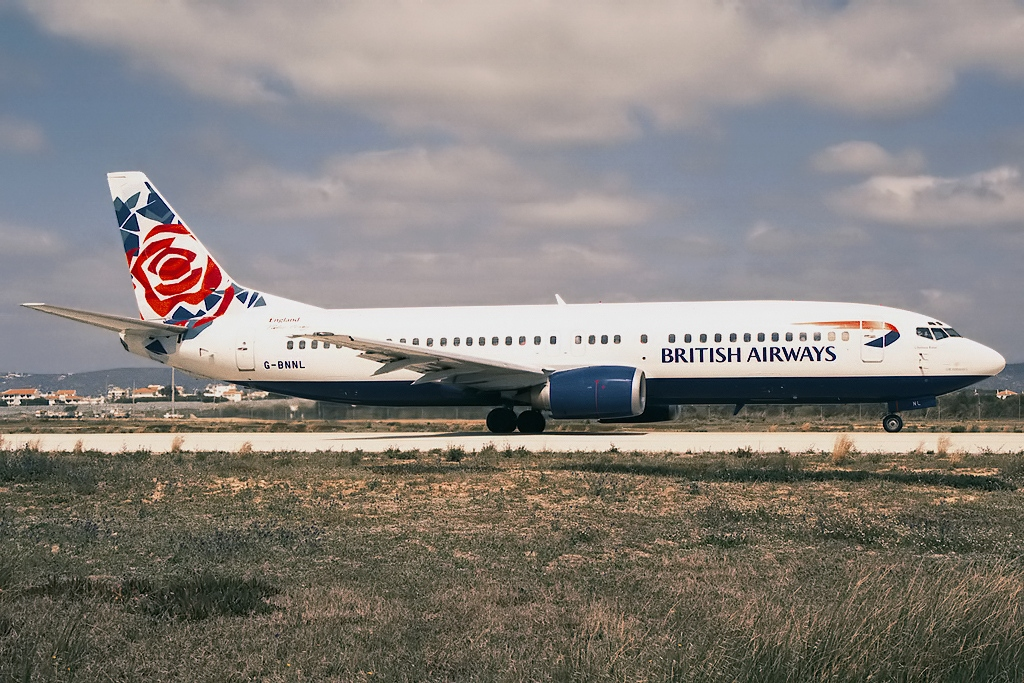
Le 737-400 impliqué dans l'accident, alors qu'il opérait pour British Airways, ici à l'aéroport de Faro en mars 1999.

L'appareil impliqué dans l'accident est un Boeing 737-4Q8 immatriculé PK-KKW (numéro de série 24070/1665) et appartenant à la compagnie aérienne low cost indonésienne Adam Air. 
Ayant effectué son premier vol le 11 janvier 1989, il a été opéré par sept compagnies aériennes différentes, dont Dan-Air (en), British Airways, Transaero et Jat Airways, avant d'être finalement acquis par Adam Air le 1er décembre 2005, cumulant 45 371 heures de vol au moment de l'accident.
Cet avion de ligne court/moyen-courrier, propulsé par deux turboréacteurs à double flux CFM International CFM56-3C1, a été évalué et déclaré apte à voler, par le ministère indonésien des transports, le 25 décembre 2005. Il devait à nouveau subir une vérification fin janvier 2007.

## L'équipage
Le commandant de bord du vol 574 était Refri Agustian Widodo (46 ans), originaire de Sidoarjo, en Indonésie, qui avait rejoint Adam Air en 2006. Le copilote était Yoga Susanto (36 ans), originaire de Magelang, qui avait également rejoint la compagnie aérienne en 2006. Le commandant Widodo était un pilote chevronné, cumulant plus de 13 300 heures de vol à son actif, dont plus de 3 800 heures en tant que commandant de bord sur Boeing 737. Le copilote Susanto avait 4 200 heures de vol, dont presque 1 000 heures en tant que copilote sur Boeing 737.

## Circonstances de la disparition
Le contrôle aérien a perdu son signalement à 14h07, peu de temps après que l'avion eut émis deux appels de détresse.

## Recherche de l'épave

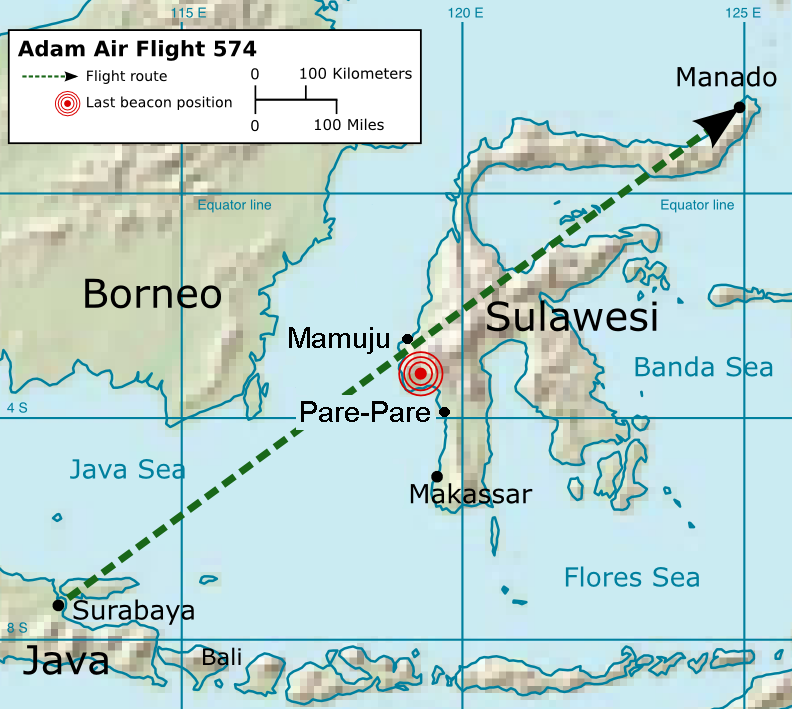
Liaison Surabaya-Manado

Le ministre indonésien des Transports a annoncé le 2 janvier que le Boeing disparu depuis la veille n'a toujours pas été localisé, démentant ainsi les précédentes informations officielles sur la découverte des débris de l'appareil et de 90 corps dans une zone montagneuse de la côte sud-ouest de l'île de Sulawesi.
Le ministre a expliqué que les informations données dans la matinée par un responsable aéronautique du pays et un porte-parole de l'armée de l'air provenaient de rumeurs erronées de villageois. Ces responsables se sont eux aussi rétractés.
Le 4 janvier, les recherches sont toujours en cours avec l'aide d'autres pays dont la Malaisie. Par ailleurs, le ministre indonésien des Transports a demandé une enquête sur la maintenance des avions Adam Air.

## Découverte de l'épave
Le lundi 8 janvier, trois grands objets en métal, présumés appartenir à l'épave, ont été détectés au fond de la mer par le sonar du navire indonésien Fatahillah. L'amiral Gatot Subyanto de la marine indonésienne a indiqué trois endroits, distants de 3 à 6 kilomètres, au large de Mamuju, ville située sur la côte occidentale de Sulawesi. En raison des limitations de l'équipement du sonar de la marine, la nature du métal n'a pu être déterminée. Le navire de recherches océanographiques USNS Mary Sears du  Military Sealift Command est arrivé dans le secteur le 9 janvier avec un meilleur équipement qui peut aider à identifier les objets. Un avion canadien  a été envoyé le 9 janvier avec un équipage de 5 personnes pour cartographier la zone. Le  Ministère indonésien la marine et de la pêche a depuis suggéré que les objets en métal pourraient aussi bien être des instruments scientifiques installés sur les fonds marins pour étudier les courants.
La partie droite de l'empennage a été trouvée par un pêcheur, au sud de Pare-Pare, à environ 300 mètres de la plage le 11 janvier Le numéro de série a confirmé qu'il s'agissait bien de l'appareil d'Adam Air. Plus tard le même jour, le corps d'une femme asiatique a été découvert dans la mer à proximité, mais la confirmation qu'elle est une passagère du vol n'a pas pu être apportéeimmédiatement. Des sièges de passagers, des gilets de sauvetage, un plateau repas, une partie d'un pneu d'avion, huit morceaux d'aluminium et de fibres, une carte d'identité, une fusée de détresse et un appui-tête ont également été récupérés,. Les boîtes noires ont finalement été récupérées fin août 2007 et envoyées à Washington pour décryptage .

## Victimes
Il y avait 98 ressortissants indonésiens, ainsi que 3 citoyens américains et un citoyen allemand à bord de ce vol.
| Nationalité | Passagers | Équipage | Total |
| ----------- | --------- | -------- | ----- |
| Indonésie   | 92        | 6        | 98    |
| États-Unis  | 3         | 0        | 3     |
| Allemagne   | 1         | 0        | 1     |
| Total       | 96        | 6        | 102   |

## Enquête et causes de l'accident
L'enquête menée par le Comité national pour la sécurité dans les transports indonésien (NTSC), avec la participation du Conseil national de la sécurité des transports américain (NTSB), a conclu que la principale cause de l'accident est une série d'erreurs de pilotage révélant une formation insuffisante des pilotes d'Adam Air, notamment aux procédures en cas de défaillance de l'IRS. 
L'enquête révéla également que l'IRS avait été signalé défaillant depuis longtemps, et que cette défaillance n'avait pas été réparée correctement par la maintenance d'Adam Air qui, au lieu de le remplacer, l'avait déposé, nettoyé, remonté, et simplement testé au sol. 
Alors qu'il avait atteint son plafond de 35 000 pieds (10 670 m), la trajectoire de l'avion a commencé à dériver et se diriger vers un orage.
Le contrôleur aérien s'en est aperçu et a prévenu l'avion. Le copilote a demandé la position de l'avion. La dérive est alors attribuée au système de référence inertiel (IRS), dont les deux instruments donnaient des données contradictoires.
Dans le cockpit, les pilotes commencent à consulter les check-lists de procédure en cas de défaillance de l'IRS, ce qui a détourné leur attention du pilotage alors même que l'avion entrait dans une masse orageuse. De plus, le commandant et le copilote n'étaient pas d'accord sur les causes de la dérive.
- Commandant : «L'IRS est erroné.»
- Copilote « Mais le défaut doit être acquitté, commandant.» (Fault must be cleared)
- Commandant « Oui, ce n'est pas un défaut.»
- Copilote « Alors au sol, en vol. Celui-ci au sol. IRS défaut 11.4.»
À 13 h 56, la visibilité était très faible et le commandant a commuté l'IRS du mode navigation (qui de toute évidence déviait l'avion) en mode attitude, qui doit maintenir l'avion en palier et en ligne droite. Ce changement de mode doit être accompagné d'un maintien de l'appareil en palier pendant 30 secondes, le temps de réinitialiser le pilote automatique (AP). L'équipage a cependant fait une grave erreur en ne respectant pas cette procédure.
Le pilote automatique s'est alors automatiquement débrayé, mais l'équipage ne s'en est pas aperçu. La correction automatique de l'assiette qu'effectuait jusqu'alors le pilote automatique s'est trouvée désactivée, et l'avion a commencé alors à pencher vers la droite, à raison d'un degré par seconde. L'équipage, alors victime de désorientation spatiale et focalisé sur la défaillance de l'IRS, ne s'est pas rendu compte de cette inclinaison dangereuse. Lorsqu'une alarme a signalé une inclinaison supérieure à 35°, le commandant -toujours spatialement désorienté- n'effectua qu'un léger ajustement, croyant que le pilote automatique ferait le reste, et s'est à nouveau focalisé sur l'IRS.
Au moment où les pilotes se sont rendu compte de la situation, l'angle d'inclinaison avait atteint 100°, avec une assiette à piqué de près de 60°. Contrairement à la procédure de récupération standards, les pilotes n'ont pas remis les ailes à plat avant d'essayer de reprendre le contrôle du tangage. 
Le 737 s'est alors engagé dans un plongeon en vrille tout en atteignant une vitesse de 490 nœuds (910 km/h), soit une vitesse supérieure de 150 km/h aux capacités de résistance de sa structure (VNE). Le taux de descente a varié pendant le piqué de l'avion, avec une valeur maximale enregistrée de 53 760 pieds/min (273 m/s).
Le pilote ne pouvait plus redresser l'appareil et, à 13 h 59, la cellule de l'avion s'est disloquée en vol à 9 000 pieds (2 700 m) au-dessus du niveau de la mer, sans qu'un mayday ait été envoyé ; les débris tombèrent dans le détroit de Makassar.
La NTSC a ainsi déterminé que :
- La coordination de l’équipage était loin d’être efficace, car le commandant de bord ne gérait pas le partage des tâches et les pratiques de gestion des ressources de l'équipage n’étaient pas suivies correctement.
- L'équipage a concentré toute son attention sur la résolution de la panne de l'IRS et aucun des deux pilotes ne s'occupait du pilotage de l'avion.
- Après que le pilote automatique s'est désactivé et que l'avion a dépassé 30° d'inclinaison sur la droite, les pilotes semblent avoir été atteint de désorientation spatiale.
- Le programme de formation des pilotes d'Adam Air n'incluait pas une défaillance totale ou partielle de l'IRS.
- Les pilotes n'avaient pas reçu de formation sur la récupération d'un avion en cas de perte de contrôle, y compris en cas de désorientation spatiale.

## Médias
L'accident a fait l'objet d'un épisode dans la série télé Air Crash nommé « Disparition d'un jet » (saison 7 - épisode 7).